# Idiops kentanicus
Espèce
Synonymes
- Acanthodon kentanicus Purcell, 1903

Idiops kentanicus est une espèce d'araignées mygalomorphes de la famille des Idiopidae.

## Distribution
Cette espèce est endémique du Cap-Oriental en Afrique du Sud,.

## Description
La femelle holotype mesure 18 mm.

## Étymologie
Son nom d'espèce lui a été donné en référence au lieu de sa découverte, Kentani.

## Publication originale
- Purcell, 1903 : New South African spiders of the families Migidae, Ctenizidae, Barychelidae Dipluridae, and Lycosidae. Annals of the South African Museum, vol. 3, p. 69-142 (texte intégral).